# Hermann Nüdling
Hermann Nüdling (* 25. Januar 1932 in Dortmund; † 14. Juli 2021) war ein deutscher Graphiker, Zeichner und Autor.

## Leben
Nüdling wurde in Dortmund geboren und wuchs in Lünen auf. Er besuchte die Werkkunstschule Dortmund und lernte dort den Bildhauer Anselm Treese kennen. Die Stadt Lünen stellte ihn 1967 als Graphiker ein und er arbeitete bis 1980 in der Öffentlichkeitsarbeit.
Die Gründung einer Kindermalschule geht auf seine Initiative zurück. Im Jahr 1997 schenkte er 110 Graphiken den Lüner Bürgern.
Im Jahr 1988 veröffentlichte Nüdling den Bildband Das Fünfte Kreta und 2008 den halb-autobiographischen Roman Das Dreischattenkind. Nüdling lebte zuletzt in Wettrup im Emsland/Niedersachsen.
Entgegen seinem ursprünglichen Plan, sein Lebenswerk dem Horst-Janssen-Museum in Oldenburg zu übergeben, entschloss Nüdling sich 2014, sein graphisches Lebenswerk – es handelt sich um etwa 2600 Graphiken – seiner Heimatstadt Lünen zu schenken. Da die Stadt Lünen für den Nachlass jedoch keine geeigneten Räumlichkeiten zur Verfügung stellen konnte, zog Nüdling im August 2015 die Schenkung an die Stadt zurückgezogen. Schließlich überreichte er Anfang 2021 sein Gesamtwerk mit mehr als 3700 Graphiken dem Stadtarchiv Lünen als Geschenk.

## Werke (Auszug)
- Katzen (1957)
- Don Quijote (1966)
- Sturz des Ikarus (2011)
- Die Summe aller Farben ist Schwarz (2007), gedruckt von Oelkers, Druckhaus im Artland, 49610 Quakenbrück
- Schlafes Bruder kommt (2015), DruckVerlag Kettler GmbH, 59199 Bönen

als Autor:
- Das Fünfte Kreta. Icon-Verlag, Lünen 1988, ISBN 3-9273-9300-2.
- Das Dreischattenkind. Books of Demand, Norderstedt 2008, ISBN 978-3-8448-6578-3.

## Ehrungen
- Die Stiftung für Kulturpflege der Sparkasse Lünen würdigte sein Lebenswerk zum 80. Geburtstag mit einer Ausstellung von 114 Werken Nüdlings vom 29. Januar 2012 bis 26. Februar 2012.[4]
- Für das Jahr 2020 erhielt Hermann Nüdling den Kulturpreis der Stadt Lünen. Die Jury entschied sich für den 89-Jährigen, dessen Verhältnis zur Stadt nicht immer einfach war.[5]